# Chiến dịch Trụ cột Phòng thủ
Chiến dịch Trụ cột Phòng thủ (tiếng Hebrew: עַמּוּד עָנָן, ʿAmúd ʿAnán, nghĩa là: "Cột Phòng vệ") là chiến dịch quân sự của Lực lượng Phòng vệ Israel tiến hành ở dải Gaza. Chiến dịch bắt đầu từ ngày 14 đến ngày 21 tháng 11 năm 2012. Ahmed Jabari, chỉ huy lực lượng Ezzedine Al Qassam (cánh vũ trang của phong trào Hamas), thiệt mạng khi xe bị trúng đạn Mục đích theo tuyên bố của chiến dịch này là để ngăn chặn các cuộc tấn công rocket bừa bãi vào dân thường xuất phát từ dải Gaza và làm gián đoạn năng lực của các tổ chức chiến binh. Theo chính phủ Israel, các hoạt động bắt đầu phản ứng với ba sự kiện: nhóm Palestine phóng ra hơn 100 tên lửa vào các thường dân Israel trong một khoảng thời gian 24 tiếng, một cuộc tấn công xe tuần tiễu quân đội Israel trong biên giới của Israel bởi dân quân Gaza, và một vụ nổ đường hầm gây ra bởi các thiết bị nổ tự tạo gần các binh sĩ Israel ở phía bên Israel của hàng rào.. Các chiến binh Palestine trích dẫn phong tỏa dải Gaza và chiếm Bờ Tây và Đông Jerusalem, là lý do cho các cuộc tấn công rocket.
Chiều ngày 14 tháng 11 năm 2012, máy bay, pháo hạm và xe tăng Israel bắt đầu ồ ạt bắn phá. Hội đồng An ninh quốc gia Israel đã cho phép bộ trưởng Quốc phòng động viên quân dự bị. Tại dải Gaza, Ezzedine Al Qassam nhấn mạnh Israel đã "mở ra cánh cửa hỏa ngục". Hamas đã ban bố tình trạng khẩn cấp.
Lực lượng phòng vệ Israel đã tiến hành hơn 1.350 cuộc không kích, tấn công bằng xe tăng và bằng tàu chiến vào các mục tiêu ở Dải Gaza trong ngày 19 tháng 11, bao gồm các bệ phóng rocket, các kho vũ khí, các chiến binh cá nhân, và các cơ sở của chính quyền Hamas ở Gaza. Theo các quan chức y tế Gaza, 133 người Palestine đã thiệt mạng trong cuộc xung đột 20 tháng 11, trong đó: 79 chiến binh, 53 thường dân và 1 một cảnh sát. Bảy người Palestine đã bị hành quyết công khai bởi Hamas với cáo buộc đã hợp tác với Israel. Bộ y tế thuộc quản lý của Hamas ước tính có 840 người Palestine đã bị thương.
Trong chiến dịch, Hamas và Jihad Hồi giáo Palestine tiếp tục tăng cường các cuộc tấn công tên lửa của họ vào các thành phố và thị trấn Israel trong một mã tấn công được đặt tên bởi Hamas Chiến dịch Các hòn đá Đất sét nung (tiếng Ả Rập: حجارة سجيل, ḥijārat sajīl) in reference to a verse from the Quran (Surah 105:4). Nó được biết đến với tên Chiến dịch Bầu trời xanh (tiếng Ả Rập: السماء الزرقاء, as-samā' az-zarqā' ) by members of the PIJ. The militant groups fired over 1,147Fajr-5 của Ira, rocket Grad của Nga, Qassams và súng cối vào Rishon LeZion, Beersheba, Ashdod, Ashkelon và các trung tâm dân cư khác; Tel Aviv đã bị dính rocket lần đầu kể từ chiến tranh vùng Vịnh 1991, và các rocket đã được nhắm tới Jerusalem. Rocket của Hamas đã giết chết bốn thường dân Israel - ba trong số họ trong trún trực tiếp trên một ngôi nhà ở Kiryat Malachi - một người lính Israel, và ít nhất hai thường dân Palestine. Đến ngày 19 tháng 11, hơn 252 người Israel bị thương trong các cuộc tấn công rocket, và ba mươi người nữa đã được điều trị phản ứng căng thẳng cấp. Hệ thống phòng thủ tên lửa Vòm Sắt của Israel đã chặn ít nhất 342 quả tên lửa bắn vào Israel, 664 tên lửa đã hạ cánh xuống lãnh thổ Israel.
Hoa Kỳ, Vương quốc Liên hiệp Anh, Canada và các nước phương Tây khác bày tỏ sự ủng hộ "quyền tự vệ" của Israel, hoặc/và lên án các cuộc tấn công rocket của Palestine vào Israel. Iran, Ai Cập, Thổ Nhĩ Kỳ và một số quốc gia Ả Rập và Hồi giáo khác lên án chiến dịch của Israel. Hội đồng Bảo an Liên Hợp Quốc đã tổ chức một cuộc họp khẩn cấp về tình hình nhưng đã không đạt được một quyết định. Đã có các cuộc đàm phán đang diễn ra giữa Hamas và Israel tiến tới một thỏa thuận ngừng bắn do Ai Cập làm trung gian.

## Bối cảnh

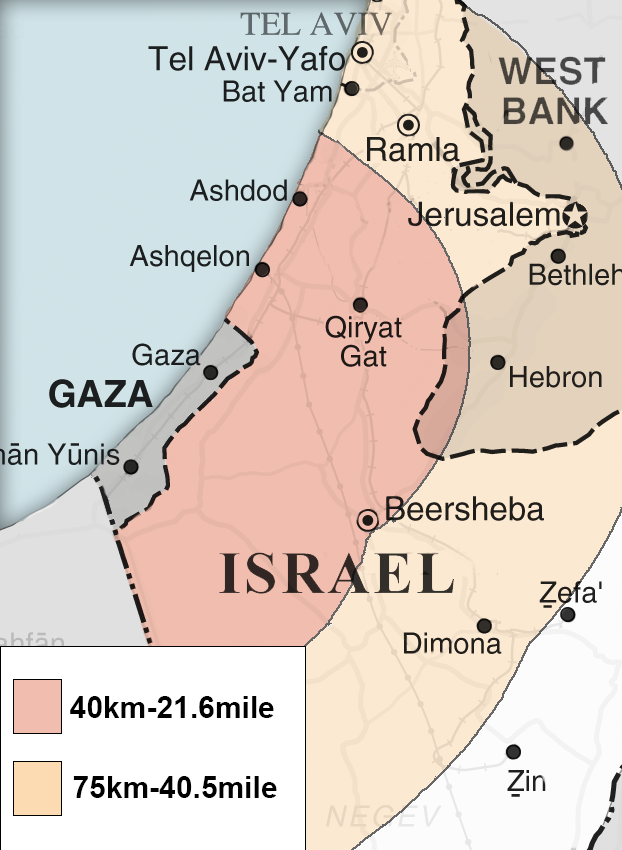
Bản đồ khu vực ảnh hưởng bởi xung đột.

Cuộc xung đột trong hình thức hiện tại của nó đang diễn ra kể từ khi đảng Hồi giáo Hamas giành chiến thắng trong cuộc bầu cử lập pháp Palestine tháng 1 năm 2006]].. Trong tháng 6 năm 2007, nội chiến đã nổ ra giữa Hamas và nhóm đối thủ Fatah Palestine, và Hamas hợp nhất toàn bộ quyền lực của mình bằng một cuộc đảo chính với lập luận là cú "phủ đầu" và giành lấy quyền kiểm soát dải Gaza.. Để đáp lại, Israel và Ai Cập đóng cửa biên giới trên bộ của Gaza vào tháng 6 năm đó, làm cho vị trí kinh tế và nhân đạo ở Gaza trở nên bấp bênh. Trong khi Hội Chữ thập đỏ tin rằng việc Israel phong tỏa là bất hợp pháp theo quy định của luật nhân đạo quốc tế, và một báo cáo của Liên Hợp Quốc cho rằng sự phong tỏa là bất hợp pháp, trong khi một cuộc điều tra của Liên Hợp Quốc nhận thấy sự phong tỏa vừa hợp pháp và phù hợp. Mặc dù Israel rút dân thường và nhân viên quân sựt rong năm 2005, Hoa Kỳ, Liên Hợp Quốc và Liên đoàn Ả Rập xem Israel là một lực lượng chiếm đóng trên lãnh thổ Hamas, nhóm Hồi giáo vũ trang Palestine bị Hoa Kỳ Liên minh châu Âu, Canada và Nhật Bản xem là một tổ chức khủng bố, đã kêu gọi hủy diệt Israel kể từ năm 1988, khi tổ chức này đưa cả mục tiêu này như một nguyên tắc trong điều lệ thành lập. Nga Turkey, Thổ Nhĩ Kỳ và Na Uy không xem Hamas là một tổ chức khủng bố.

## Phản ứng quốc tế
Hội đồng Bảo an Liên Hợp Quốc đã nhóm họp khẩn cấp lúc 9 giờ đêm 14-11 (giờ địa phương). Tổng thống Hoa Kỳ Barack Obama đã điện đàm với Thủ tướng Israel Benjamin Netanyahu khẳng định Israel có quyền tự vệ vì đạn pháo từ dải Gaza đã bắn sang Israel nhưng sau đó ông đã yêu cầu Israel phải xuống thang chiến sự.